# Eckerd Open 1987
Eckerd Open 1987 — жіночий тенісний турнір, що проходив на відкритих кортах з ґрунтовим покриттям Bardmoor Country Club у Тампі (США). Належав до турнірів 3-ї категорії в рамках Світової чемпіонської серії Вірджинії Слімс 1987. Відбувсь уп'ятнадцяте і тривав з 27 квітня до 3 травня 1987 року. Перша сіяна Кріс Еверт здобула титул в одиночному розряді й заробила 30,5 тис. доларів.

## Фінальна частина

### Одиночний розряд
Кріс Еверт —  Кейт Гомперт 6–3, 6–2
- Для Еверт це був 3-й титул в одиночному розряді за сезон і 151-й — за кар'єру.

### Парний розряд
Кріс Еверт /  Венді Тернбулл —  Еліз Берджін /  Розалін Феербенк 6–4, 6–3